# Макгиган, Марк
Марк Рудо́льф Макги́ган (англ. Mark Rudolph MacGuigan; 17 февраля 1931, Шарлоттаун, Канада — 12 января 1998, Оклахома-Сити, США) — канадский государственный деятель, министр иностранных дел в 1980–1982 годах, министр юстиции и Генеральный прокурор в 1982–1984 годах.

## Биография
Окончил Университет святого Данстана (получил степень бакалавра), Торонтский (получил степень магистра, затем доктора философии) и Колумбийский (получил степень магистра права, затем доктора права) университеты. 
В 1960–1968 годах был профессором права в Университете Торонто, затем деканом факультета права Уинсорского университета, в 1967–1968 годах являлся консультантом специального совета по конституции страны.
Впервые баллотировался от Либеральной партии на выборах в парламент в 1963 и 1965 годах, но потерпел поражение в своём округе. Был избран на выборах 1968 года и переизбирался в 1972, 1974, 1979 и 1980 годах.
В 1972–1974 годах был парламентским секретарём министра по людским ресурсам и иммиграции, в 1974–1975 годах – парламентским секретарём министра труда. В 1968–1979 годах в различных кабинетах премьер-министра Пьера Трюдо принимал участие в вопросах, связанных с правом и юриспруденцией. С 30 сентября 1974 по 26 марта 1979 года – председатель Постоянного комитета палаты общин по правосудию и правовым вопросам и одновременно с 30 сентября 1974 по 12 октября 1976 года также председатель подкомитета по тюремной системе. С октября 1977 по октябрь 1978 года также был председателем Объединённого специального комитета парламента по конституции Канады.
С 3 марта 1980 по 9 сентября 1982 года был министром иностранных дел, с 10 сентября 1982 по 29 июня 1984 года – министром юстиции и Генеральным прокурором Канады. Способствовал принятию Канадской хартии прав и свобод в 1982 году, считал необходимостью снижение числа ядерных вооружений, инициировал пересмотр Уголовного кодекса Канады и возглавил борьбу за полное конституционное признание прав коренных народов страны.
В июне 1984 года неудачно выдвигался на пост лидера Либеральной партии (занял лишь пятое место из семи, получив 3,9 % голосов однопартийцев).
С 29 июня 1984 года до своей смерти был судьёй Федерального Суда Канады, где работал в апелляционном отделе.
Был членом ряда юридических ассоциаций, обществ и клубов. Автор ряда публикаций по вопросам права и мемуаров «Взгляд изнутри на внешние дела в годы правления Трюдо» (An Inside Look at External Affairs During the Trudeau Years, 2002).